# 狄夢松
狄梦松（?—?），字文涛，江蘇省鎮江府溧陽縣人。清朝政治人物。

## 生平
乾隆五十八年（1793年）癸丑科潘世恩榜进士。选翰林院庶吉士，散馆授编修，历任左中允、山西正主考，外放湖南学政，補贵州粮储道。

## 家族
父狄咏宜。